# Helluodema
Helluodema é um género de coleópteros carabídeos pertencente à subfamília Anthiinae.

## Espécies
O género Helluodema contém as seguintes espécies:
- Helluodema brunneum Sloane, 1917
- Helluodema unicolor (Hope, 1842)